# Líbano (Kolumbien)
Líbano ist eine Gemeinde (municipio) im Departamento Tolima in Kolumbien.

## Geographie
Líbano liegt in der Provincia de Nevados im Norden von Tolima auf einer Höhe von 1565 m ü. NN, 120 km von Ibagué entfernt und hat eine Durchschnittstemperatur von 20 °C. Die Gemeinde grenzt im Norden an Villahermosa und Armero, im Westen an Murillo, im Osten an Lérida und Santa Isabel und im Süden an Santa Isabel.

## Bevölkerung
Die Gemeinde Líbano hat 39.665 Einwohner, von denen 24.735 im städtischen Teil (cabecera municipal) leben (Stand: 2019).

## Geschichte
Auf dem Gebiet des heutigen Líbano lebten vor der Ankunft der Spanier die indigenen Völker der Panches, Pantágoras, Marquetones und Bledos. Die Region erfuhr ab dem 19. Jahrhundert eine intensivierte Besiedlung von Antioquia aus. Líbano selbst wurde 1849 gegründet. Ab Beginn des 20. Jahrhunderts wuchs die sozioökonomische Bedeutung von Líbano.

## Wirtschaft
Die wichtigsten Wirtschaftszweige von Líbano sind Kaffeeanbau und Bergbau. Zudem gibt es Tierhaltung.

## Religion
Zusammen mit Honda ist Líbano Sitz der römisch-katholischen Diözese von Líbano-Honda.

## Söhne und Töchter der Stadt
- Fredy González (* 1975), Radrennfahrer
- Jeison Suárez (* 1991), Langstreckenläufer